# Mario Puzo
Œuvres principales
Le Parrain
Mario Francis Puzo (prononcé : [ˈmaːrjo ˈpuːdzo]), né le 15 octobre 1920 à New York (État de New York) et mort le 2 juillet 1999 à Islip (État de New York) est un écrivain et scénariste américain.

## Biographie

### Enfance et jeunesse
Mario Puzo est né à Manhattan dans une famille pauvre d’immigrants napolitains qui résident dans le quartier de Hell's Kitchen à New York. Cet héritage culturel se retrouve dans plusieurs des romans et nouvelles qu'il publiera dès les années 1960.
Après être sorti diplômé de l'université de la ville de New York, il s'engage dans l'armée de l'air américaine pendant la Seconde Guerre mondiale. Il ne peut toutefois combattre en raison de sa mauvaise vue. Envoyé comme officier des relations publiques en Europe, il stationne en Allemagne. Le récit de son premier roman, The Dark Arena (1955), une histoire d'amour entre le jeune et ambitieux Walter Mosca, endurci par trois ans de combat, et son amie Hella, se déroule dans l'Allemagne d'après-guerre.

### Carrière
Son œuvre la plus célèbre, Le Parrain, publiée en 1969, est fondée sur des anecdotes colligées lorsqu’il était journaliste pour la presse à sensation. Le livre se trouve pendant onze mois en tête de la liste des best-sellers du New York Times.
Le Parrain est adapté au cinéma par Francis Ford Coppola en trilogie dont les volets sont successivement sortis en 1972, 1974 et 1990. Mario Puzo cosigne les scénarios des trois films avec le réalisateur.
En 1978, il publie Fools Die, publié en français sous le titre C'est idiot de mourir avec une traduction de Jean Rosenthal chez Robert Laffont, un roman qui comporte un côté autobiographique.
En plus de coécrire le scénario avec Coppola, Puzo a aussi écrit le premier brouillon du scénario du film-catastrophe, Tremblement de terre, en 1974, qu’il fut incapable de continuer en raison de son engagement dans l'adaptation cinématographique du deuxième épisode du Parrain. Puzo a également coécrit Superman : Le Film en 1978 et Superman 2 en 1980.

### Mort
Puzo est mort d’une crise cardiaque le 2 juillet 1999 dans sa maison de Bay Shore, sur l'île de Long Island dans l'État de New York. Jusqu’à son dernier jour, Mario Puzo a considéré que Mamma Lucia (The Fortunate Pilgrim, 1965) était son roman le plus poétique et le plus littéraire.
Il est mort avant la publication de ses deux derniers romans, Omerta, son avant-dernier publié en 2000, et son dernier, Le Sang des Borgia (The Family), publié à l'automne 2001 après avoir été achevé par sa compagne de longue date Carol Gino. Dans une revue publiée dans le San Francisco Chronicle, Jules Siegel, qui avait travaillé avec Puzo au Magazine Management Company, met en doute qu’il ait pu finir Omerta et a soulevé l'hypothèse qu’il pourrait avoir été complété par quelques « spécialistes ».

## Filmographie
Sauf indication contraire, les informations mentionnées dans cette section peuvent être confirmées par la base de données cinématographiques IMDb,  présente dans la section « Liens externes ».
- 1972 : Le Parrain (The Godfather) de Francis Ford Coppola (coécrit avec Francis Ford Coppola, d'après le roman Le Parrain)
- 1974 : Le Parrain, 2e partie (The Godfather: Part II) de Francis Ford Coppola (coécrit avec Francis Ford Coppola)
- 1974 : Tremblement de terre (Earthquake) de Mark Robson (coécrit avec George Fox)
- 1978 : Superman de Richard Donner (coécrit avec Robert Benton, David Newman et Leslie Newman)
- 1980 : Superman 2 (Superman II) de Richard Lester (coécrit avec David Newman et Leslie Newman)
- 1982 : V comme vengeance (A Time to Die) de Matt Cimber (uniquement comme auteur du roman original Six Graves to Munich)
- 1984 : Cotton Club (The Cotton Club) de Francis Ford Coppola (uniquement comme auteur de l'histoire originale)
- 1987 : Le Sicilien (The Sicilian) de Michael Cimino (uniquement comme auteur du roman original Le Sicilien)
- 1988 : The Fortunate Pilgrim (mini-série) (uniquement comme auteur du roman original)
- 1990 : Le Parrain, 3e partie (The Godfather: Part III) de Francis Ford Coppola (coécrit avec Francis Ford Coppola)
- 1992 : Christophe Colomb : La Découverte (Christopher Columbus: The Discovery) de John Glen (coécrit avec John Briley et Cary Bates)
- 2006 : Superman 2: The Richard Donner Cut (vidéofilm) de Richard Donner (coécrit avec David Newman et Leslie Newman)

## Œuvre littéraire

### Romans
- The Dark Arena (1955)
- The Fortunate Pilgrim (1965) Publié en français sous le titre Mamma Lucia, traduit par Léon Thoorens, Paris, Robert Laffont, « Best-sellers », 1971 ; réédition, Paris, Le Livre de poche no 3425, 1973
- The Runaway Summer of Davie Shaw (1966)
- Six Graves to Munich (1967), signé Mario Cleri
- The Godfather (1969) Publié en français sous le titre Le Parrain, traduit par Jean Perrier, Paris, Robert Laffont, « Best-sellers », 1970 ; réédition, Paris, Le Livre de poche no 5401, 1980
- Fools Die (1978) Publié en français sous le titre C'est idiot de mourir, traduit par Jean Rosenthal, Paris, Robert Laffont, « Best-sellers », 1978 ; réédition, Paris, Le Livre de poche no 5401, 1980
- The Sicilian (1984) Publié en français sous le titre Le Sicilien, traduit par Patrick Berthon, Paris, Robert Laffont, « Best-sellers », 1985 ; réédition, Paris, Le Livre de poche no 6221, 1986
- The Fourth K (1991) Publié en français sous le titre Le Quatrième K, traduit par Bernard Ferry, Paris, Robert Laffont, « Best-sellers », 1991 ; réédition, Paris, Le Livre de poche no 7606, 1993
- The Last Don (1996) Publié en français sous le titre Le Dernier Parrain, traduit par Dominique Defert, Paris, Jean-Claude Lattès, 1996 ; réédition, Paris, Le Livre de poche no 14467, 1998 ; réédition, Paris, Presses Pocket no 2223, 1983
- Omertà (2000) Publié en français sous le titre Omerta, traduit par Dominique Defert, Paris, Jean-Claude Lattès, « Suspense & Cie », 2000 ; réédition, Paris, J'ai lu no 6031, 2001
- The Family (2001) (inachevé et complété par sa compagne de longue date Carol Gino) Publié en français sous le titre Le Sang des Borgia, Paris, L'Archipel, 2002 ; réédition, Paris, Le Livre de poche no 30125, 2004
- The Corleone Family (2012) (inachevé et complété par Edward Falco) Publié en français sous le titre La Famille Corleone, traduit par Jean Rosenthal, Paris, Robert Laffont, « Best-sellers », 2013

### Nouvelle
- The Last Christmas (1950)

### Nouvelles signées Mario Cleri
- John 'Red' Marston's Island of Delight (1964)
- Big Mike's Wild Young Sister-in-law (1964)
- The Six Million Killer Sharks That Terrorize Our Shores (1966)
- Trapped Girls in the Riviera's Flesh Casino (1967)
- The Unkillable Six (1967)
- Girls of Pleasure Penthouse (1968)
- Order Lucy For Tonight (1968)
- 12 Barracks of Wild Blondes (1968)
- Charlie Reese's Amazing Escape from a Russian Death Camp (1969)

### Autres publications
- Test Yourself: Are You Heading for a Nervous Breakdown? (1965), signé Mario Cleri
- The Godfather Papers and Other Confessions (1972) Publié en français sous le titre Le Dossier du "Parrain", traduit par Jean Perrier, Paris, Robert Laffont, 1972
- Inside Las Vegas (1977) Publié en français sous le titre Au cœur de Las Vegas, traduit par Anna-Eva Georgiu, Paris, Robert Laffont, 1978

## Prix et distinctions notables
- 1973 : Oscar du meilleur scénario adapté pour Le Parrain avec Francis Ford Coppola.
- 1975 : Oscar du meilleur scénario adapté pour Le Parrain - 2e partie avec Francis Ford Coppola.

## Dans la fiction
En 2022, Paramount+ diffuse la mini-série The Offer, qui revient sur la production du film Le Parrain (1972). Il y est incarné par Patrick Gallo.

### Source
- Claude Mesplède, Dictionnaire des littératures policières, vol. 2 : J - Z, Nantes, Joseph K, coll. « Temps noir », 2007, 1086 p. (ISBN 978-2-910-68645-1, OCLC 315873361), p. 598-599.